# 1950 en science-fiction
| Années de la science-fiction : 1947 - 1948 - 1949 - 1950 - 1951 - 1952 - 1953    |
| Décennies de la science-fiction : 1920 - 1930 - 1940 - 1950 - 1960 - 1970 - 1980 |

L'année 1950 a été marquée, en matière de science-fiction, par les événements suivants.

## Naissances et décès

### Naissances
- Date inconnue : Michael Szameit, écrivain allemand, mort en 2013.
- 7 février : Karen Joy Fowler, écrivain américain.
- 12 mars : Jean Bonnefoy, écrivain et traducteur français.
- 5 avril : Ann C. Crispin, écrivain américaine, morte en 2013.
- 6 mai : Craig Strete, écrivain américain.
- 29 juin : Michael Whelan, peintre et illustrateur américain.
- 6 octobre : David Brin, écrivain américain.
- 20 septembre : James Blaylock, écrivain américain.
- 27 septembre : John Marsden, écrivain australien, mort en 2024.
- 18 novembre : Michael Swanwick, écrivain américain.
- 29 novembre : Kevin O'Donnell, écrivain américain, mort en 2012.
- 30 décembre : Lewis Shiner, écrivain américain.

### Décès
- 21 janvier : George Orwell, écrivain et journaliste britannique, mort à 46 ans.
- 19 mars : Edgar Rice Burroughs, écrivain américain, mort à 74 ans.
- 6 septembre : Olaf Stapledon, écrivain britannique, mort à 64 ans.
- 11 octobre : Giovanni Bertinetti, écrivain italien de science-fiction et de littérature pour la jeunesse, né en 1872, mort à 78 ans.
- 20 novembre : Erle Cox, écrivain australien, mort à 77 ans.

## Événements
- Création du magazine Galaxy Science Fiction.

## Prix
La plupart des prix littéraires de science-fiction actuellement connus n'existaient alors pas.

## Parutions littéraires

### Romans
- Cailloux dans le ciel par Isaac Asimov.
- Dans le torrent des siècles par Clifford D. Simak.
- Le Premier Fulgur par Edward Elmer Smith.
- Pommiers dans le ciel par Robert A. Heinlein.

### Recueils de nouvelles et anthologies
- Chroniques martiennes par Ray Bradbury.
- Les Robots par Isaac Asimov.

### Nouvelles
- Châtiment sans crime par Ray Bradbury.
- Cher Démon par Eric Frank Russell.
- Couvée Astrale  par Bill Brown.
- Flotte de vengeance par Fredric Brown.
- La Petite Sacoche noire par Cyril M. Kornbluth.
- Pour servir l'homme par Damon Knight.
- Un flirgleflipologue de génie par William Tenn.

## Sorties audiovisuelles

### Films
- Destination... Lune ! par Irving Pichel.
- Radar Secret Service par Sam Newfield.
- Vingt-quatre Heures chez les Martiens par Kurt Neumann.